# 565571 Shtol
565571 Shtol è un asteroide della fascia principale. Scoperto nel 2011, presenta un'orbita caratterizzata da un semiasse maggiore pari a 2,658189 UA e da un'eccentricità di 0,057133, inclinata di 14,046160° rispetto all'eclittica.